# Jonathan Sela
Jonathan Sela (Parijs, 29 april 1978) is een in Frankrijk geboren Israëlisch cameraman en director of photography (DoP). Hij heeft talloze commercials, videoclips en speelfilms gemaakt, waaronder John Wick en Hobbs & Shaw. Hij heeft meerdere malen samengewerkt met de regisseurs John Moore en David Leitch.
Sela verhuisde op 19-jarige leeftijd naar de Verenigde Staten en schreef zich in bij het American Film Institute in Los Angeles. Hij diende als assistent van cameraman Vilmos Zsigmond voor films Yana's Friends en Life as a House voordat hij zijn debuut maakte als director of photography met de videoclip voor het nummer "Lowrider" van Cypress Hill. Met de komische film Soul Plane uit 2004 maakte hij zijn speelfilmdebuut. In 2006 maakte hij de remake van The Omen, de eerste samenwerking met regisseur John Moore. 
Sela woont in Venice, Californië met zijn vrouw en hun twee zonen.

## Filmografie

### Film
| Jaar | Titel                                                | Opmerkingen                                   |
| ---- | ---------------------------------------------------- | --------------------------------------------- |
| 2004 | Soul Plane                                           |                                               |
| 2005 | Marilyn Hotchkiss' Ballroom Dancing and Charm School |                                               |
| 2006 | Dreamland                                            |                                               |
| 2006 | The Omen                                             |                                               |
| 2006 | Rohtenburg                                           | Filmfestival van Sitges: Beste cinematografie |
| 2007 | Randy and the Mob                                    |                                               |
| 2008 | The Midnight Meat Train                              |                                               |
| 2008 | Powder Blue                                          |                                               |
| 2008 | Max Payne                                            |                                               |
| 2009 | Law Abiding Citizen                                  |                                               |
| 2013 | A Good Day to Die Hard                               |                                               |
| 2014 | John Wick                                            |                                               |
| 2017 | Transformers: The Last Knight                        |                                               |
| 2017 | Atomic Blonde                                        |                                               |
| 2018 | Deadpool 2                                           |                                               |
| 2019 | Hobbs & Shaw                                         |                                               |
| 2022 | The Lost City                                        |                                               |
| 2022 | Bullet Train                                         |                                               |

### Televisie
| Jaar | Titel               | Opmerkingen                                   |
| ---- | ------------------- | --------------------------------------------- |
| 2015 | Limitless           | Aflevering: "Pilot"                           |
| 2015 | Crazy Ex-Girlfriend | Aflevering: "Josh Just Happens to Live Here!" |

### videoclip
| Jaar | Titel                                                  | Artiest(en)                                                          | Opmerkingen                                            |
| ---- | ------------------------------------------------------ | -------------------------------------------------------------------- | ------------------------------------------------------ |
| 2001 | "Lowrider"                                             | Cypress Hill                                                         |                                                        |
| 2001 | "The Motivation Proclamation"                          | Good Charlotte                                                       |                                                        |
| 2001 | "Waiting"                                              | Green Day                                                            |                                                        |
| 2001 | "Simple Creed"                                         | Live                                                                 |                                                        |
| 2001 | "Sunny Hours"                                          | Long Beach Dub Allstars featuring will.i.am                          |                                                        |
| 2002 | "Anything"                                             | Jaheim featuring Next                                                |                                                        |
| 2002 | "I'm Just a Kid"                                       | Simple Plan                                                          |                                                        |
| 2002 | "Walking Away"                                         | Craig David                                                          |                                                        |
| 2002 | "American Girls"                                       | Counting Crows                                                       |                                                        |
| 2002 | "I Don't Wanna"                                        | Keke Wyatt                                                           |                                                        |
| 2002 | "Dilemma"                                              | Nelly featuring Kelly Rowland                                        |                                                        |
| 2002 | "Luv U Better"                                         | LL Cool J                                                            |                                                        |
| 2002 | "Hot Wheels"                                           | Jim Crow                                                             |                                                        |
| 2002 | "Bigger Business"                                      | Swizz Beatz featuring P. Diddy, Baby, Jadakiss, Cassidy & Snoop Dogg |                                                        |
| 2002 | "Crush Tonight"                                        | Fat Joe featuring Ginuwine                                           |                                                        |
| 2002 | "Paradise"                                             | LL Cool J                                                            |                                                        |
| 2003 | "Pussycat"                                             | Wyclef Jean                                                          |                                                        |
| 2003 | "Rock Your Body"                                       | Justin Timberlake                                                    |                                                        |
| 2003 | "Many Men"                                             | 50 Cent                                                              |                                                        |
| 2003 | "Fallen"                                               | Mýa                                                                  |                                                        |
| 2003 | "The First Cut Is the Deepest"                         | Sheryl Crow                                                          |                                                        |
| 2003 | "Milkshake"                                            | Kelis                                                                |                                                        |
| 2003 | "Clap Back"                                            | Ja Rule                                                              |                                                        |
| 2003 | "You Don't Know My Name"                               | Alicia Keys                                                          |                                                        |
| 2003 | "Sick and Tired"                                       | Nappy Roots                                                          |                                                        |
| 2004 | "The Unnamed Feeling"                                  | Metallica                                                            |                                                        |
| 2004 | "100 Years"                                            | Five for Fighting                                                    |                                                        |
| 2004 | "U Should've Known Better"                             | Monica                                                               |                                                        |
| 2004 | "Lola Stars and Stripes"                               | The Stills                                                           |                                                        |
| 2004 | "Love Will Come Through"                               | Travis                                                               |                                                        |
| 2004 | "A Million Days"                                       | Prince                                                               |                                                        |
| 2004 | "Slither"                                              | Velvet Revolver                                                      |                                                        |
| 2004 | "Who Is She 2 U"                                       | Brandy                                                               |                                                        |
| 2004 | "My Boo"                                               | Usher featuring Alicia Keys                                          |                                                        |
| 2004 | "Rumors"                                               | Lindsay Lohan                                                        |                                                        |
| 2004 | "Sand in My Shoes"                                     | Dido                                                                 |                                                        |
| 2005 | "Get Right"                                            | Jennifer Lopez                                                       |                                                        |
| 2005 | "Over"                                                 | Lindsay Lohan                                                        |                                                        |
| 2005 | "Shiver"                                               | Natalie Imbruglia                                                    |                                                        |
| 2005 | "The Clincher"                                         | Chevelle                                                             |                                                        |
| 2005 | "Cater 2 U"                                            | Destiny's Child                                                      |                                                        |
| 2005 | "First"                                                | Lindsay Lohan                                                        |                                                        |
| 2005 | "Make a Move"                                          | Incubus                                                              |                                                        |
| 2005 | "No Daddy"                                             | Teairra Marí                                                         |                                                        |
| 2005 | "Everlasting Love"                                     | Jamie Cullum                                                         |                                                        |
| 2005 | "Let It Slide"                                         | Joanna                                                               |                                                        |
| 2005 | "Get Your Number"                                      | Mariah Carey featuring Jermaine Dupri                                |                                                        |
| 2006 | "Pump It"                                              | The Black Eyed Peas                                                  |                                                        |
| 2006 | "Coming Undone"                                        | Korn                                                                 |                                                        |
| 2006 | "Rough Landing, Holly"                                 | Yellowcard                                                           |                                                        |
| 2006 | "Ain't No Other Man"                                   | Christina Aguilera                                                   |                                                        |
| 2006 | "Morris Brown"                                         | OutKast                                                              |                                                        |
| 2006 | "Dark Blue"                                            | Jack's Mannequin                                                     |                                                        |
| 2006 | "Save Room"                                            | John Legend                                                          |                                                        |
| 2006 | "We Ride"                                              | Rihanna                                                              |                                                        |
| 2006 | "Love Like Winter"                                     | AFI                                                                  |                                                        |
| 2006 | "Irreplaceable"                                        | Beyoncé                                                              |                                                        |
| 2006 | "Hurt"                                                 | Christina Aguilera                                                   |                                                        |
| 2007 | "Just Fine"                                            | Mary J. Blige                                                        |                                                        |
| 2008 | "Love Lockdown"                                        | Kanye West                                                           |                                                        |
| 2008 | "Sex on Fire"                                          | Kings of Leon                                                        |                                                        |
| 2009 | "Russian Roulette"                                     | Rihanna                                                              |                                                        |
| 2009 | "A Dustland Fairytale"                                 | The Killers                                                          |                                                        |
| 2009 | "Kings and Queens"                                     | Thirty Seconds to Mars                                               |                                                        |
| 2009 | "New Divide"                                           | Linkin Park                                                          |                                                        |
| 2009 | "21 Guns"                                              | Green Day                                                            | MTV Video Music Awards: Beste cinematografie           |
| 2009 | "Run This Town"                                        | Jay-Z featuring Rihanna & Kanye West                                 |                                                        |
| 2009 | "Stronger"                                             | Mary J. Blige                                                        |                                                        |
| 2009 | "It Kills Me"                                          | Melanie Fiona                                                        |                                                        |
| 2009 | "(If You're Wondering If I Want You To) I Want You To" | Weezer                                                               |                                                        |
| 2010 | "Last of the American Girls"                           | Green Day                                                            |                                                        |
| 2010 | "Pop Goes the World"                                   | Gossip                                                               |                                                        |
| 2010 | "Fistful of Tears"                                     | Maxwell                                                              |                                                        |
| 2010 | "Over"                                                 | Drake                                                                |                                                        |
| 2010 | "The Time (Dirty Bit)"                                 | The Black Eyed Peas                                                  |                                                        |
| 2011 | "What the Hell"                                        | Avril Lavigne                                                        |                                                        |
| 2011 | "E.T."                                                 | Katy Perry featuring Kanye West                                      |                                                        |
| 2011 | "Till the World Ends"                                  | Britney Spears                                                       |                                                        |
| 2011 | "Right There"                                          | Nicole Scherzinger                                                   |                                                        |
| 2011 | "Dance for You"                                        | Beyoncé                                                              |                                                        |
| 2012 | "This Kiss"                                            | Carly Rae Jepsen                                                     |                                                        |
| 2013 | "Give It 2 U"                                          | Robin Thicke featuring Kendrick Lamar & 2 Chainz                     |                                                        |
| 2013 | "Wrecking Ball"                                        | Miley Cyrus                                                          |                                                        |
| 2013 | "Danse"                                                | Mia Martini                                                          |                                                        |
| 2014 | "Love Never Felt So Good"                              | Justin Timberlake & Michael Jackson                                  |                                                        |
| 2015 | "Can't Feel My Face"                                   | The Weeknd                                                           |                                                        |
| 2015 | "Finna Get Loose"                                      | Puff Daddy featuring Pharrell Williams                               |                                                        |
| 2018 | "Ashes"                                                | Céline Dion                                                          |                                                        |
| 2018 | "Wild Hearts Can't Be Broken"                          | Pink                                                                 |                                                        |
| 2018 | "In My Blood"                                          | Shawn Mendes                                                         | Nominatie MTV Video Music Awards: Beste cinematografie |